# Europejskie Igrzyska Halowe w Lekkoatletyce 1966 – bieg na 800 m mężczyzn
Bieg na 800 metrów mężczyzn – jedna z konkurencji biegowych rozgrywanych podczas lekkoatletycznych europejskich igrzysk halowych w hali Westfalenhalle w Dortmundzie. Wszystkie biegi (jak zresztą całe igrzyska) zostały rozegrane 27 marca 1966. Zwyciężył reprezentant Irlandii Noel Carroll.

## Rezultaty

### Eliminacje
Rozegrano 2 biegi eliminacyjne, do których przystąpiło 8 biegaczy. Awans do finału dawało jednego z dwóch pierwszych miejsc w swoim biegu (Q). Skład finału uzupełniło trzech zawodników z najlepszymi czasami wśród przegranych (q).
Opracowano na podstawie materiału źródłowego.
Bieg 1
| Miejsce | Zawodnik         | Czas   | Uwagi |
| ------- | ---------------- | ------ | ----- |
| 1       | Herbert Missalla | 1:54,8 | Q     |
| 2       | Noel Carroll     | 1:54,9 | Q     |
| 3       | Gérard Vervoort  | 1:56,7 | q     |
| –       | Karel Brems      | DNF    |       |

Bieg 2
| Miejsce | Zawodnik        | Czas   | Uwagi |
| ------- | --------------- | ------ | ----- |
| 1       | Alberto Esteban | 1:53,9 | Q     |
| 2       | Tomáš Jungwirth | 1:54,7 | Q     |
| 3       | Arnd Krüger     | 1:55,1 | q     |
| 4       | Imre Nagy       | 1:55,8 | q     |

### Finał
Opracowano na podstawie materiału źródłowego.
| Miejsce | Zawodnik         | Czas   |
| ------- | ---------------- | ------ |
| 1       | Noel Carroll     | 1:49,7 |
| 2       | Tomáš Jungwirth  | 1:50,8 |
| 3       | Herbert Missalla | 1:51,0 |
| 4       | Alberto Esteban  | 1:51,3 |
| 5       | Gérard Vervoort  | 1:52,4 |
| 6       | Imre Nagy        | 1:52,9 |
| –       | Arnd Krüger      | DNF    |